# Température potentielle
La température potentielle d'un fluide est celle qu'il aurait si on le comprimait ou détendait adiabatiquement jusqu'à un niveau de pression standard {\displaystyle P_{0}}, en général 105 Pa (= 1 atm = 1 000 hPa).
Cette notion est surtout utilisée en météorologie, en océanographie et en géophysique interne (géodynamique et géochimie). Dans le cas de l'atmosphère, on calcule la température qu'aurait une certaine parcelle d'air à la pression de 1 000 hPa, pression proche de la normale à la surface de la Terre. Dans le cas de l'eau, on calcule la température qu'aurait une certaine parcelle d'eau en surface. Dans le cas des roches du manteau, on calcule la température qu'elles auraient si elles remontaient jusqu'à la surface de la Terre sans échange de chaleur avec l'encaissant et sans subir de transitions de phase (de fusion, notamment).

## Météorologie

### Définition
La température potentielle est la température hypothétique qu'une parcelle d'air acquerrait si celle-ci était redescendue au niveau de la mer par compression adiabatique. La pression standard pstd est habituellement fixée à 1 000 hPa. La température potentielle s'exprime donc comme suit :
{\displaystyle \theta =T\left({\frac {P_{std}}{p}}\right)^{\frac {R_{a}}{c_{p}}}=T\left({\frac {p_{std}}{p}}\right)^{2 \over 7}}
où :
- T est la température absolue de la parcelle d'air exprimée en kelvins ;
- {\displaystyle R_{a}} la constante des gaz parfaits pour l'air (qui correspond à {\displaystyle {\frac {R}{M_{a}}}} avec {\displaystyle R} la constante universelle des gaz parfaits et {\displaystyle M_{a}} la masse molaire de l'air) ;
- {\displaystyle c_{p}} la capacité thermique massique à pression constante de l'air.

### Usage

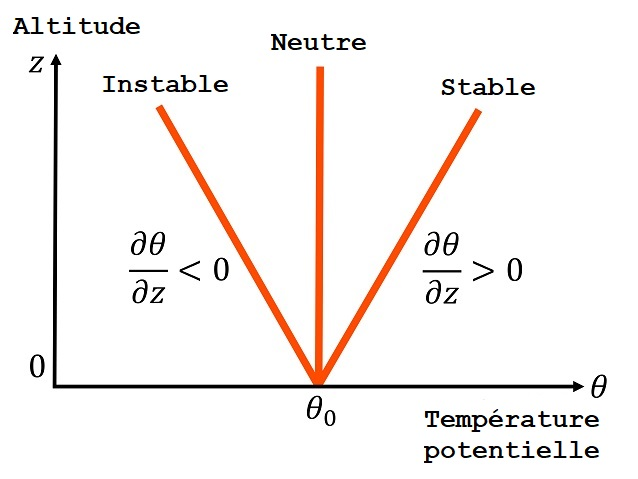
Température potentielle versus stabilité hydrostatique.

Le concept de température potentielle permet de comparer des parcelles d'air venant de différentes hauteurs dans la masse d'air. Cette méthode est appelée analyse isentropique.
Ceci donne une mesure de l'instabilité thermique de l'air :
- si {\displaystyle \theta } diminue avec l'altitude, on a une masse d'air instable ;
- si {\displaystyle \theta } reste le même avec l'altitude, on a une masse d'air neutre ;
- si {\displaystyle \theta } augmente avec l'altitude, on a une masse d'air stable.

Le tout est associé aux types de nuages, à la turbulence atmosphérique, au développement de tourbillons de poussière, etc.

## Océanographie

### Définition
Dans le cas de l'eau, l'équation se complique du fait de la variation de salinité. On définit alors la température potentielle par :
{\displaystyle \Theta _{(S,T,p)}=\int \limits _{p}^{P_{surface}}\left({\frac {\partial T}{\partial p}}\right)_{\!\mathrm {adiabatique} }\mathrm {d} p}
où {\displaystyle T} est la température, {\displaystyle p} la pression et {\displaystyle S} la salinité. La variation de {\displaystyle T} avec la pression est calculée selon une courbe expérimentale appelée algorithme de Bryden,,.

### Usage
L'usage est le même que pour la météorologie, soit de connaître le mouvement qu'aura une parcelle d'eau de mer après avoir été déplacée vers le haut ou le bas. Selon la variation de {\displaystyle \Theta _{(S,T,p)}} par rapport à l'environnement, il est possible de savoir si elle continuera son mouvement (cas instable) ou reviendra à son point de départ (cas stable). Le tout est associé aux remontées d'eau, à la thermocline, à l’halocline, etc.

## Géophysique interne
Le concept de température potentielle d'une parcelle de manteau a été introduit par McKenzie et Bickle en 1988, afin de pouvoir comparer les températures du manteau dans différents contextes géodynamiques en s'abstrayant de la profondeur. La convention consistant à supposer l'absence de transitions de phase au cours de la remontée adiabatique est due aux grandes incertitudes que leur prise en compte entraînerait ; elle ne remet pas en cause la validité de la comparaison des températures potentielles.
Pour la zone du manteau à l'origine du volcanisme d'Hawaï on trouve ainsi des températures potentielles comprises entre 1 600 et 1 687 °C (moyenne 1 644 ± 38 °C), et pour les zones à l'origine du volcanisme des dorsales 1 350 à 1 396 °C (moyenne 1 365 ± 26 °C),.
La température potentielle (moyenne) du manteau permet aussi de quantifier son évolution au cours des temps géologiques. Il semble ainsi établi que cette température potentielle a diminué d'environ 250 K depuis l'Archéen.